# مارك غايل
مارك غايل (بالإنجليزية: Mark Gayle) هو لاعب كرة قدم بريطاني، ولد في 21 أكتوبر 1969 في برومزغروف ‏ في المملكة المتحدة. لعب مع برمنغهام سيتي وروشدين ودايموندز ونادي بلاكبول ونادي تاموورث ونادي تشيسترفيلد ونادي سوليهول لكرة القدم ونادي كرو ألكساندرا ونادي لوتون تاون ونادي ليفربول ونادي هيرفورد ونادي والسول ونادي ووستر سيتي.

## وصلات خارجية
- مارك غايل على موقع قاعدة بيانات كرة القدم.إي يو (الإنجليزية)
- مارك غايل على موقع Soccerbase.com (لاعب) (الإنجليزية)